# Дроздецкий, Павел Гаврилович
Павел Гаврилович Дроздецкий (1903, Борки — 1979, Ленинград) — министр государственной безопасности Узбекской ССР, генерал-лейтенант (1945).

## Биография
Родился в русской семье крестьянина в селе Борки. С ноября 1918 работал чёрнорабочим в хозяйственном отделе Московско-Виндаво-Рыбинской железной дороги в Петрограде. В октябре 1919 вернулся в родную деревню, был безработным, в октябре 1920 устроился на работу конторщиком, затем счетоводом 16-го участка службы пути станции Идрица, с мая 1925 ответственный секретарь станции Себеж Московско-Балтийской железной дороги.
В РККА с ноября 1925. Младший командир и политрук роты 33-го стрелкового полка в Ленинграде. Член ВКП(б) с мая 1926. Демобилизован в октябре 1927. После демобилизации заведовал складом № 1 «Союзтранса» в Ленинграде.
В органах госбезопасности с 1930. Службу начал в полномочном представительстве ОГПУ по Ленинградскому военному округу, с апреля 1933 работал в областном отделе ГПУ-УНКВД Карельской АССР. С сентября 1936 оперуполномоченный 4-го (секретно-политического) отдела УГБ УНКВД по Ленинградской области, с 31 мая 1937 помощник начальника, с 2 сентября 1937 начальник 5-го отделения этого отдела. В 1938—1939 временно исполняющий должность начальника 4-го отдела 1-го управления, заместитель начальника 2-го отдела УГБ Управления НКВД по Ленинградской области.
Участник «большого террора» 1937—1938 гг. С санкции тогдашнего начальника 4-го отдела УНКВД ЛО капитана ГБ Г. Г. Карпова сфабриковал дело об «антисоветской», «анархо-мистической», «террористической» организации «Орден тамплиеров». В ходе расследования этого дела под пытками оговорил себя и вскоре был расстрелян за антисоветскую деятельность выдающийся востоковед Ю. К. Щуцкий.
В 1939—1940 начальник 2-го отдела УГБ Управления НКВД по Львовской области. В 1940—1941 начальник 2-го отдела УГБ НКВД Украинской ССР. В 1941 начальник 3-го управления НКГБ Украинской ССР. В 1941—1942 заместитель начальника 3-го управления НКВД СССР. В 1942—1943 начальник Управления НКВД по Челябинской области. В 1943—1944 начальник Управления НКГБ по Челябинской области. В 1944—1946 заместитель наркома—министра государственной безопасности Украинской ССР. Руководил планом ликвидации в УССР Украинской греко-католической церкви (1945—1946).
В 1946—1948 начальник 5-го управления МГБ СССР. В 1948—1951 начальник Управления МГБ по Свердловской области. В 1951 министр государственной безопасности Узбекской ССР. В 1951—1952 в резерве МГБ СССР. В 1952—1953 начальник Управления МГБ по Владимирской области, начальник Управления МВД по Владимирской области. В 1953—1954 заместитель начальника Управления МВД по Новгородской области. В 1954—1956 заместитель начальника Управления КГБ по Новгородской области. С декабря 1956 в запасе, с августа 1957 на пенсии.

## Звания
- Младший лейтенант ГБ (23 марта 1936 г.);
- Старший лейтенант ГБ (27 апреля 1939 г.), произведён, минуя звание лейтенанта ГБ;
- Капитан ГБ (29 мая 1940 г.);
- Майор ГБ (23 ноября 1941 г.);
- Комиссар ГБ (14 февраля 1943 г.);
- Комиссар ГБ 3-го ранга (2 июля 1945 г.)
- Генерал-лейтенант (9 июля 1945 г.).

## Награды
3 ордена Красного Знамени (20 сентября 1943 г., 20 октября 1944 г., 25 июля 1949 г.), орден Отечественной войны I степени (10 апреля 1945 г.), 2 ордена Красной Звезды (24 ноября 1942 г., 3 ноября 1944 г.), нагрудный знак «Заслуженный работник НКВД» (28 мая 1941 г.), 10 медалей.